# Leslie Mottram
Leslie William Mottram (* 5. März 1951) ist ein ehemaliger schottischer Fußballschiedsrichter. Mottram war in der Zeit von 1991 bis 1996 als FIFA-Schiedsrichter tätig und ist vor allem für die Leitung von zwei Spielen bei der Fußball-Weltmeisterschaft 1994 in den Vereinigten Staaten und bei der Europameisterschaft 1996 in England bekannt.

## Leben und Karriere
Mottram wandte sich nach einer kurzen Profikarriere beim Airdrieonians FC dem Schiedsrichterwesen zu. Ab 1989 pfiff er Spiele in der Scottish Football League, darunter in der Premier Division und späteren Premier League. Im Jahr 1992 leitete er sein erstes nationales Finale im Challenge Cup zwischen Hamilton Academical und Ayr United. Drei Jahre später war er Schiedsrichter im Endspiel um den schottischen Pokal zwischen Celtic Glasgow und dem Airdrieonians FC. Im selben Jahr war Mottram im Rückspiel des UEFA Super Cups als Schiedsrichter aktiv, als Ajax Amsterdam gegen Real Saragossa gewann. Sein letztes Finale in Schottland war im Ligapokal 1995/96.
Im Jahr 1996 verließ Mottram Schottland und wurde professioneller Schiedsrichter in der japanischen J. League. Obwohl sein ursprünglicher Vertrag nur für drei Monate galt, pfiff er in Japan die folgenden fünf Jahre bis zur Saison 2001. Zwischen 1998 und 2002 wurde er in Japan viermal zum Schiedsrichter des Jahres gewählt. 2002 zog er sich als aktiver Schiedsrichter zurück und wurde vom japanischen Fußballverband zum Chefschiedsrichter ernannt. Er arbeitete in dieser Funktion für die nächsten vier Jahre und hatte auch für kurze Zeit einen Sitz im Disziplinkomitee der Liga. Er wurde in der Saison 2005 mit einer Verdienstmedaille ausgezeichnet, verließ dann Japan und kehrte nach Schottland zurück.